# Impasse
"Impasse" é uma canção da cantora e compositora brasileira Marília Mendonça, com participação da dupla sertaneja Henrique & Juliano. Foi lançada em 2015 como o primeiro e único single do álbum Marília Mendonça: Ao Vivo.

## Composição
Escrita por Ivan Medeiros, Marcelo Melo e Vivi Abreu, "Impasse" foi escolhida por Marília Mendonça para uma parceria com Henrique & Juliano que, na mesma época, convidaria-a para cantar em "Flor e o Beija-Flor".

## Lançamento e recepção
"Impasse" foi lançada como o primeiro single da carreira de Marília Mendonça, em junho de 2015, com versão em videoclipe liberada um mês depois. A canção foi distribuída pelo selo da Workshow e direção de Fernando Trevisan.
A música foi um sucesso comercial e recebeu disco de diamante pela Pro-Música Brasil em 2020. Em janeiro de 2022, o vídeo da música tinha mais de 225 milhões de visualizações.
Em janeiro de 2021, o ministro do Supremo Tribunal Federal (STF) Luís Roberto Barroso recomendou a música para ser ouvida naquele final de semana aos seus seguidores.

## Vendas e certificações
| País   | Associação de gravadoras | Certificação | Vendas  |
| ------ | ------------------------ | ------------ | ------- |
| Brasil | Pro-Música Brasil        | Diamante     | 300.000 |